# Hypoderma gaultheriae
Hypoderma gaultheriae är en svampart som beskrevs av R.S. Hunt 1980. Hypoderma gaultheriae ingår i släktet Hypoderma och familjen Rhytismataceae.   Inga underarter finns listade i Catalogue of Life.